# وزغ ورقي ويبربي
وزغ ورقي ويبربي (الاسم العلمي: Saltuarius wyberba) هو نوع من الزواحف يتبع جنس الوزغ الورقي من الفصيلة الوزغية.